# Розсохуватська сільська рада (Катеринопільський район)
Розсохува́тська сільська́ ра́да — адміністративно-територіальна одиниця та орган місцевого самоврядування в Катеринопільському районі Черкаської області. Адміністративний центр — село Розсохуватка.

## Загальні відомості
- Населення ради: 917 осіб (станом на 2001 рік)

## Населені пункти
Сільській раді підпорядковані населені пункти:
- с. Розсохуватка

## Склад ради
Рада складається з 12 депутатів та голови.
- Голова ради: Москаленко Сергій Васильович
- Секретар ради: Радецька Антоніна Олександрівна

### Керівний склад попередніх скликань
| Прізвище, ім'я, по батькові  | Основні відомості                                                                       | Дата обрання | Дата звільнення |
| ---------------------------- | --------------------------------------------------------------------------------------- | ------------ | --------------- |
| Москаленко Сергій Васильович | Сільський голова, 1964 року народження, освіта середня спеціальна, безпартійний         | 26.03.2006   | 31.10.2010      |
| Москаленко Сергій Васильович | Сільський голова, 1964 року народження, освіта середня спеціальна, член Партії регіонів | 31.10.2010   |                 |

Примітка: таблиця складена за даними сайту Верховної Ради України

### Депутати
За результатами місцевих виборів 2010 року депутатами ради стали:

#### За суб'єктами висування
| Суб'єкт висування | Кількість обраних депутатів | %   |
| ----------------- | --------------------------- | --- |
| Самовисування     | 12                          | 100 |

#### За округами
| № округу | Прізвище, ім'я, по батькові       | Дата визнання обраним | Освіта             | Партійна приналежність | Відомості про обраного депутата         |
| -------- | --------------------------------- | --------------------- | ------------------ | ---------------------- | --------------------------------------- |
| 1        | Бабенко Тетяна Іванівна           | 02.11.2010            | вища               | член Партії регіонів   | ПСП Мрія, головний бухгалтер            |
| 2        | Григоренко Анатолій Петрович      | 02.11.2010            | вища               | член Партії регіонів   | ПСП Мрія, головний інженер              |
| 3        | Міняйло Юрій Пилипович            | 02.11.2010            | середня            | член Партії регіонів   | ПСП Мрія, пСО                           |
| 4        | Захаров Олександр Леонідович      | 02.11.2010            | середня            | член Партії регіонів   | ПСП Мрія, тракторист                    |
| 5        | Радецький Олександр Володимирович | 02.11.2010            | середня спеціальна | член Партії регіонів   | приватне підприємство, водій            |
| 6        | Радецька Антоніна Олександрівна   | 02.11.2010            | середня спеціальна | член Партії регіонів   | Сільської ради, секретар                |
| 7        | Савранський Сергій Миколайович    | 02.11.2010            | середня            | член Партії регіонів   | тимчасово не працює                     |
| 8        | Савранський Василь Анатолійович   | 02.11.2010            | середня спеціальна | член Партії регіонів   | ПСП Мрія, тракторист тракторної бригади |
| 9        | Давидчук Людмила Анатоліївна      | 02.11.2010            | середня            | член Партії регіонів   | сільська рада, землевпорядник           |
| 10       | Ковбаса Василь Миколайович        | 02.11.2010            | середня спеціальна | член Партії регіонів   | ПСП Мрія, механік тракторної бригади    |
| 11       | Підопригора Микола Нікіфорович    | 02.11.2010            | середня спеціальна | член Партії регіонів   | ПСП Мрія, комірник                      |
| 12       | Гунченко Анатолій Якович          | 02.11.2010            | середня спеціальна | член Партії регіонів   | ПСП Мрія, бригадир тракторної бригади   |